# Balatonlelle

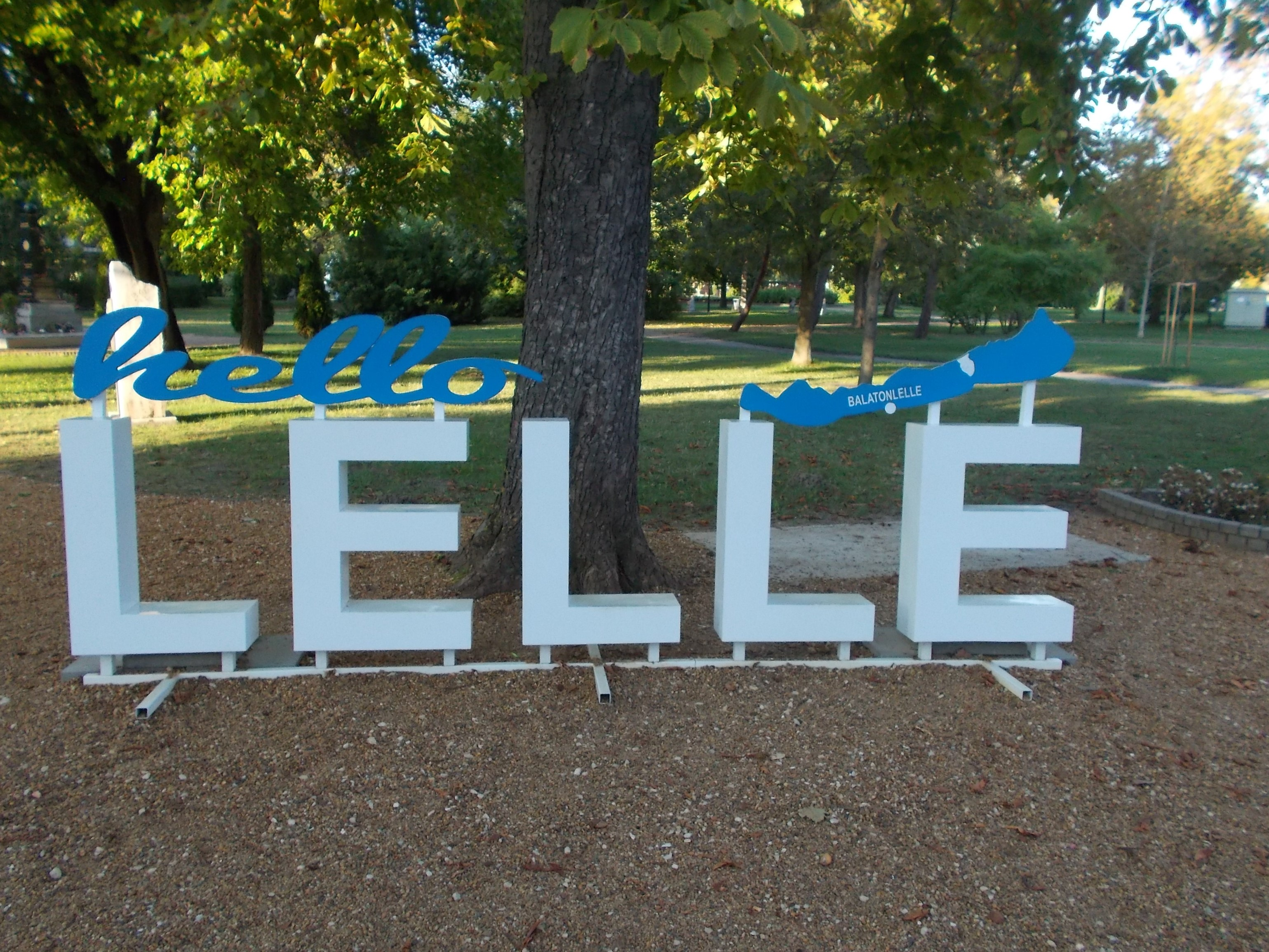
Neobvyklá cedule s nápisem Hello Lelle – Ahoj (Balaton)lelle v parku v Balatonlelle

Balatonlelle je město v Maďarsku v župě Somogy, spadající pod okres Fonyód. Nachází se u břehu Balatonu. Ačkoliv je se svými přibližně 4 900 obyvateli větší než město Fonyód s 4777 obyvateli, není správním střediskem okresu. Balatonlelle sousedí s obcemi Balatonboglár a Balatonszemes. Je též přímo silničně spojeno s obcemi Látrány, Somogybabod, Somogytúr a Visz. Poblíže Balatonlelle prochází dálnice M7 a samotným městem procházejí silnice 7 a 6713. V Balatonlelle se taktéž nachází koupaliště, rybníky Halastavak a malé letiště.